# リスペクト フォー アニソン
『リスペクト フォー アニソン』は、田村直美のベスト・アルバム。

## 概要
田村がこれまで歌ったアニメソングとその種のカバーソングを収録したベストアルバム。

## 収録曲
1. 残酷な天使のテーゼ ※カバー
作詞：及川眠子　作曲：佐藤英敏　編曲：松尾早人
新世紀エヴァンゲリオン オープニング曲（原曲：高橋洋子）
2. ゆずれない願い
作詞：田村直美　作曲：田村直美・石川寛門　編曲：月光恵亮・鷹羽仁
魔法騎士レイアース オープニング曲 (1994)
3. Ready Go!
作詞：田村直美・川村久仁美　作曲・編曲：たなかひろかず
ポケットモンスター オープニング曲 (2002)
4. ルパン三世のテーマ ※カバー
ルパン三世 オープニング曲（原曲：大野雄二）
作詞：千家和也、作曲：大野雄二　編曲：松尾早人
5. CHA-LA HEAD-CHA-LA ※カバー（ゲストボーカル：松本梨香・米倉千尋・小林ゆう）[1]
作詞：森雪之丞　作曲：清岡千穂　編曲：川添智久
ドラゴンボールZ オープニング曲（原曲：影山ヒロノブ）
6. All You Need Is Love
作詞：田村直美　作曲：田村直美・Joey Carbone　編曲：月光恵亮・鷹羽仁
レイアース（OVA） エンディング曲 (1997)
7. Shangri-La ※カバー
作詞：atsuko　作曲：atsuko・KATSU　編曲：松尾早人
蒼穹のファフナー オープニング曲（原曲：angela）
8. 揺らぐことない愛
作詞：田村直美　作曲：田村直美, 川本盛文　編曲：川本盛文
Get Backers -奪還屋- オープニング曲 (2002)
9. INVOKE ※カバー
作詞：井上秋緒　作曲：浅倉大介　編曲：川添智久
機動戦士ガンダムSEED オープニング曲（原曲：T.M.Revolution）
10. Realize
作詞・作曲：田村直美　編曲：川本盛文
砂漠の海賊! キャプテンクッパ オープニング曲 (2001)
11. 命のうたが聞こえる
作詞：田村直美　作曲・編曲：yamazo
クイーンズブレイド リベリオン オープニング曲 (2012)
12. 光と影を抱きしめたまま
作詞：田村直美　作曲：田村直美・石川寛門　編曲：月光恵亮・鷹羽仁
魔法騎士レイアース オープニング曲 (1995)
13. ゲゲゲの鬼太郎 ※カバー
作詞：水木しげる　作曲：いずみたく　編曲：内田勘太郎
ゲゲゲの鬼太郎 オープニング曲（原曲：熊倉一雄）

## レコーディング参加 (新録 M-1.4.5.7.9.13)
- Vocal: 松本梨香(M-5), 米倉千尋(M-5), 小林ゆう(M-5)
- E.Guitar: 山下竜(M-1.7), 小野トモヒロ(M-5.9)
- A.Guitar: 内田勘太郎(M-13)
- Drums: Toshi NAGAI(M-5.9)
- Keyboards: 高山和芽(M-5.9)
- Computer Programming, Bass, Chorus: 川添智久(M-5.9)
- Chorus: 田村直美(M-1.4.5.7.9)
- All Instrument: 松尾早人(M-1.4.7)